# HMS Ramillies (1892)
O HMS Ramillies foi um couraçado pré-dreadnought operado pela Marinha Real Britânica e a quinta embarcação da Classe Royal Sovereign. Sua construção começou em agosto de 1890 nos estaleiros da J & G Thomson e foi lançado ao mar em fevereiro de 1892, sendo comissionado na frota em outubro do ano seguinte. Era armado com uma bateria principal composta por quatro canhões de 343 milímetros montados em duas barbetas duplas, tinha um deslocamento carregado de mais de quinze mil toneladas e alcançava uma velocidade máxima de 17,5 nós.
O Ramillies teve uma carreira tranquila que envolveu principalmente exercícios e manobras de rotina, além de visitas para diversos portos estrangeiros. Ele passou a maior parte de seu serviço atuando na Frota do Mediterrâneo, muitas vezes como sua capitânia. Retornou para o Reino Unido em 1903 e ficou sob reformas até 1905, sendo colocado em seguida na reserva. Pelos anos seguintes a embarcação teve um serviço limitado em várias formações da reserva da Frota Doméstica. Foi tirado de serviço definitivamente em agosto de 1911 e desmontado dois anos depois.

## Características

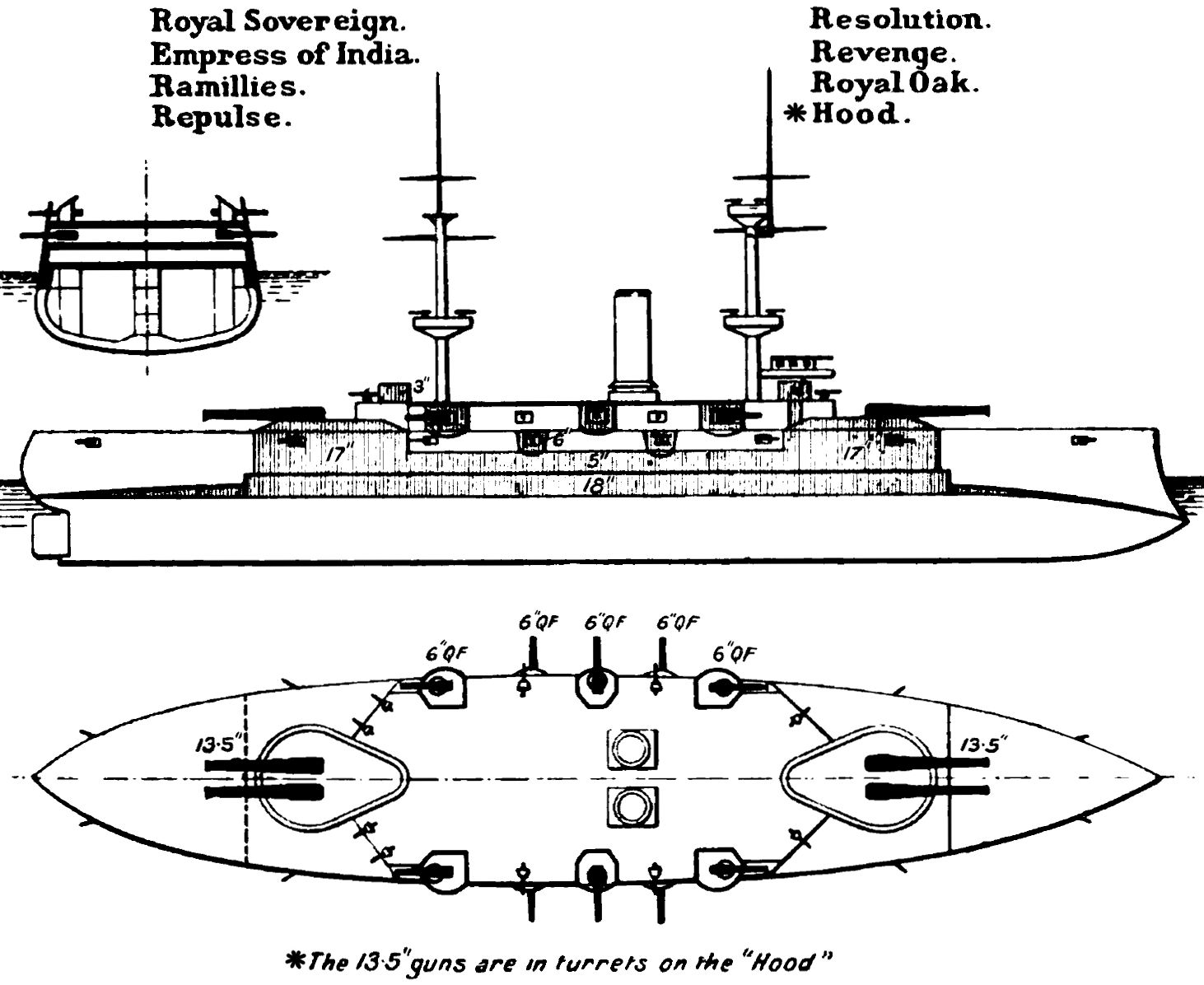
Desenho da Classe Royal Sovereign

O Ramillies tinha 125,1 metros de comprimento de fora a fora, boca de 22,9 metros e calado de 8,4 metros. Tinha um deslocamento normal de 14 380 toneladas e um deslocamento carregado de 15 830 toneladas. Seu sistema de propulsão era composto por oito caldeiras cilíndricas que alimentavam dois motores Humphrys & Tennant verticais de tripla-expansão com três cilindros. A potência total forçando-se as caldeiras era de 11 150 cavalos-vapor (8,2 mil quilowatts) para uma velocidade máxima de 17,5 nós (32,4 quilômetros por hora). Podia carregar até 1 443 toneladas de carvão para uma autonomia de 4 720 milhas náuticas (8 740 quilômetros) a dez nós (dezenove quilômetros por hora). Sua tripulação era composta por 670 oficiais e marinheiros.
O armamento principal era composto por quatro canhões calibre 32 de 343 milímetros montados em duas barbetas abertas, uma à vante e uma à ré da superestrutura. O armamento secundário tinha dez canhões calibre 40 de 152 milímetros em casamatas. A defesa contra barcos torpedeiros consistia em dezesseis canhões de 57 milímetros e doze canhões Hotchkiss de 47 milímetros. O navio também foi equipado com sete tubos de torpedo de 356 milímetros. O cinturão principal de blindagem tinha 356 a 457 milímetros de espessura, sendo fechado em cada extremidade por anteparas transversais de 356 a 406 milímetros. Acima ficava uma camada de proteção de 102 milímetros com anteparas oblíquas de 76 milímetros. As barbetas tinham 279 a 432 milímetros, enquanto as casamatas tinham 152 milímetros. O convés blindado tinha espessura de 64 a 76 milímetros. A torre de comando de vante tinha laterais de 305 a 356 milímetros e a torre de ré tinha 76 milímetros.

## Carreiras
O batimento de quilha do Ramillies ocorreu 11 de agosto de 1890 nos estaleiros da J & G Thomson em Clydebank e foi lançado ao mar em 1º de março de 1892. Foi construído em uma rampa com uma inclinação tão pequena que demorou quase uma hora e meia para que seu casco deslizasse até a água. Foi comissionado em 17 de outubro de 1893 ao custo 902,6 mil libras esterlinas, mais 78 295 libras para as armas. Foi designado como a capitânia da Frota do Mediterrâneo e partiu para Malta em 28 de outubro, chegando em 8 de novembro e substituindo o ironclad HMS Sans Pareil. Foi substituído como capitânia em julho de 1899 pelo couraçado HMS Renown, mas em janeiro de 1900 se tornou a capitânia do contra-almirante lorde Charles Beresford, segundo em comando da Frota do Mediterrâneo. Foi substituído como capitânia novamente em outubro, desta vez pelo couraçado HMS Venerable.

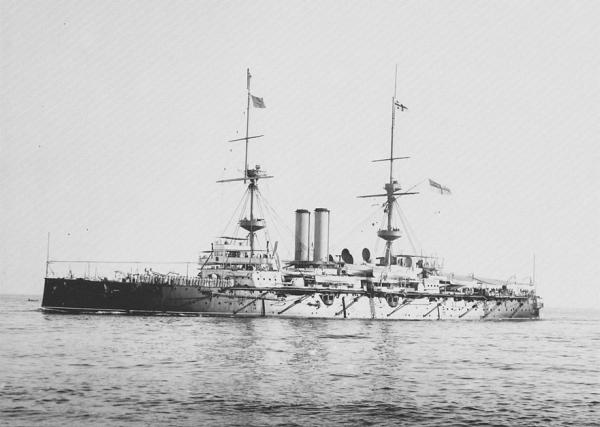
O Ramillies em 1901

O Ramillies compareceu em maio de 1902 à festividades relacionadas com a inauguração de uma exposição agrária em Palermo aberta pelo rei Vítor Emanuel III da Itália. Foi visitado pelo rei e pelo vice-almirante Enrico Morin, o Ministro da Marinha, no final do mês. Participou em agosto de 1903 de manobras próximas do litoral de Portugal, sendo tirado de serviço no mês mesmo e transferido para a reserva em Portsmouth a fim de passar por reformas. Foi recomissionado na reserva ao final das reformas em 30 de janeiro de 1905. Sua tripulação foi transferida em abril para o couraçado HMS London, recebendo uma nova tripulação para continuar na reserva.
Sua tripulação foi transferida em 30 de janeiro de 1906 para o couraçado HMS Albemarle e o Ramillies recebeu outra tripulação. Participou em junho de 1906 de manobras combinadas da Frota do Atlântico, Frota do Canal e Frota da Reserva, mas durante essas colidiu com seu irmão HMS Resolution, danificando a popa e tendo suas hélices incapacitadas. Sua tripulação foi novamente transferida em novembro, desta vez para o couraçado HMS Africa. Foi recomissionado em Devonport com uma tripulação reduzida para a Divisão de Serviço Especial da Frota Doméstica. Se tornou em outubro de 1910 navio-mãe da 4ª Divisão. Foi substituído em junho de 1911 por seu irmão HMS Royal Oak e dois meses depois voltou para a reserva. O Ramillies foi colocado para descarte em julho de 1913 e leiloado como sucata em 7 de outubro, sendo comprado por George Cohen de Swansea por 42,3 mil libras. Foi revendido em novembro para uma empresa italiana e rebocado para a Itália, onde foi desmontado.

## Referência
1. 1 2 3 4  Lyon & Roberts 1979, p. 32.
2. 1 2 3 4 5  Burt 1988, p. 81.
3. ↑  Burt 1988, p. 63.
4. ↑   «Naval & Military Intelligence». The Times. Londres. 27 de maio de 1902. p. 10
5. ↑   «Latest Intelligence – Great Britain and Italy». The Times. Londres. 30 de maio de 1902. p. 5
6. ↑  Burt 1988, pp. 81–82.